# Bryophyllum lauzac-marchaliae
Bryophyllum lauzac-marchaliae là một loài thực vật có hoa trong họ Crassulaceae. Loài này được V.V.Byalt miêu tả khoa học đầu tiên năm 1999.